# Brömsehus
Brömsehus byl obranný hrad na tehdejší dánsko-švédské státní hranici nad ústím řeky Brömsebäck do Baltského moře. Nachází se u vesnice Bröms v okrese Karlskrona v kraji Blekinge v Jižním Švédsku.

## Další informace
Hrad byl obehnán zdí a příkopem a nechal jej pravděpodobně postavit dánský král Valdemar IV. Dánský v letech 1361-1365. První písemná zmínka o hradu se objevuje v mírové smlouvě mezi ním a meklenburskými vévody z roku 1366. Měl velký význam pro Dány, kteří odtud dohlíželi na Kalmarský průliv. Hrad byl dobyt Švédy v roce 1436 během událostí Engelbrektského povstání (Engelbrektsfejden). Hrad byl opět opraven jako švédské pohraniční opevnění v roce 1505, ale krátce poté musel byl opuštěn. Z hradu se zachovalo jen návrší s příkopy.
K místu vedou turistické trasy nebo cyklotrasy Blekingeleden, Kalmarsundsleden a Torsåsleden.

## Galerie

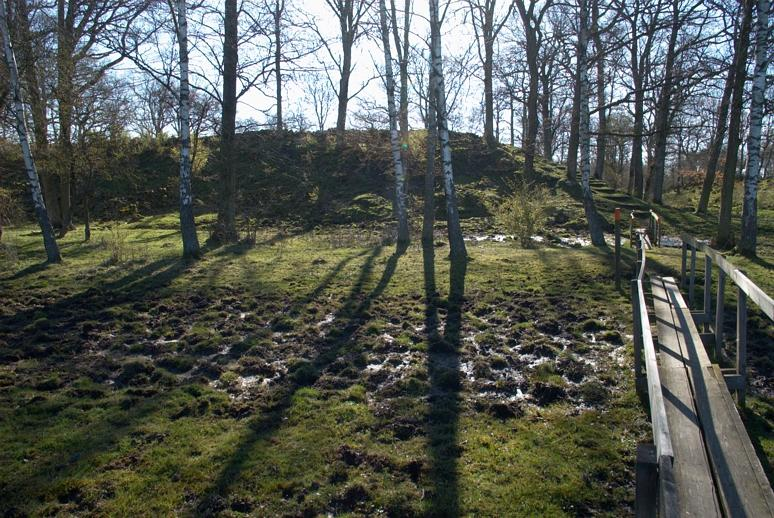
Cesta k hradu
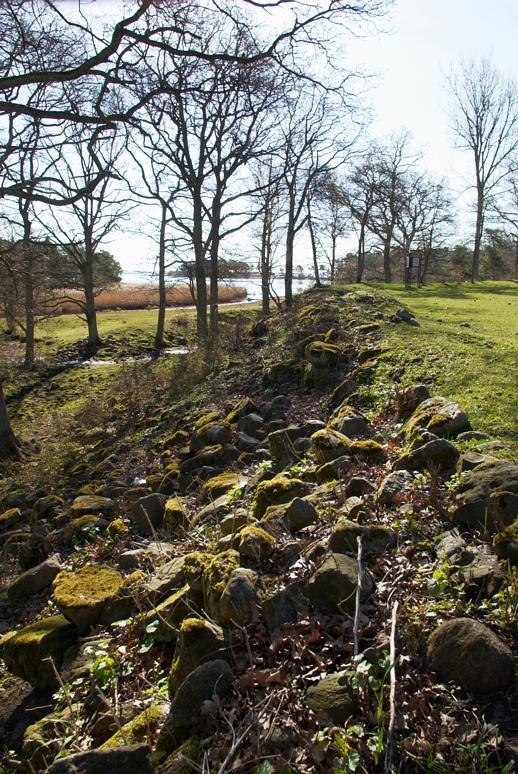
Pozůstatky hradu
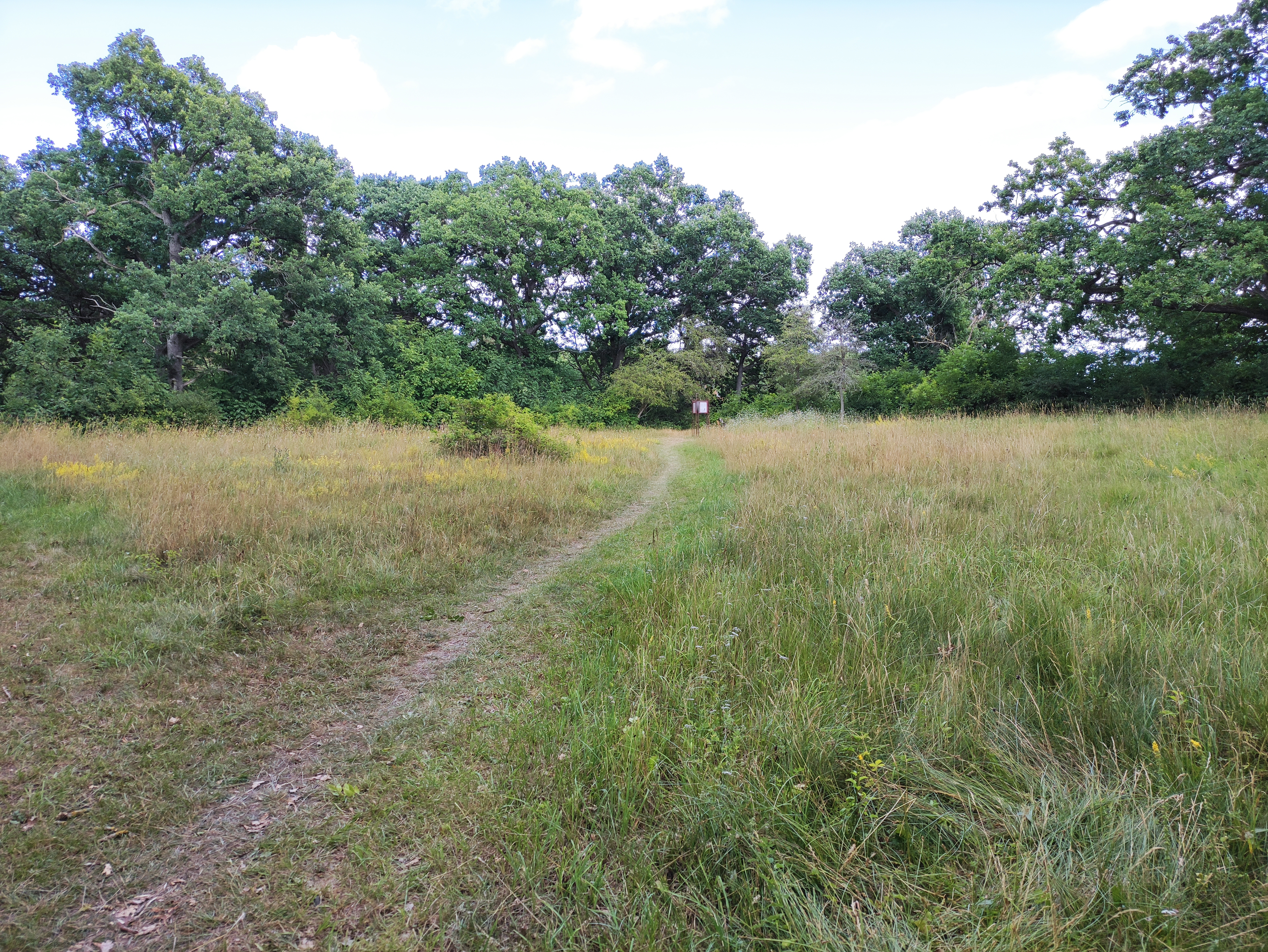
Na místě hradu
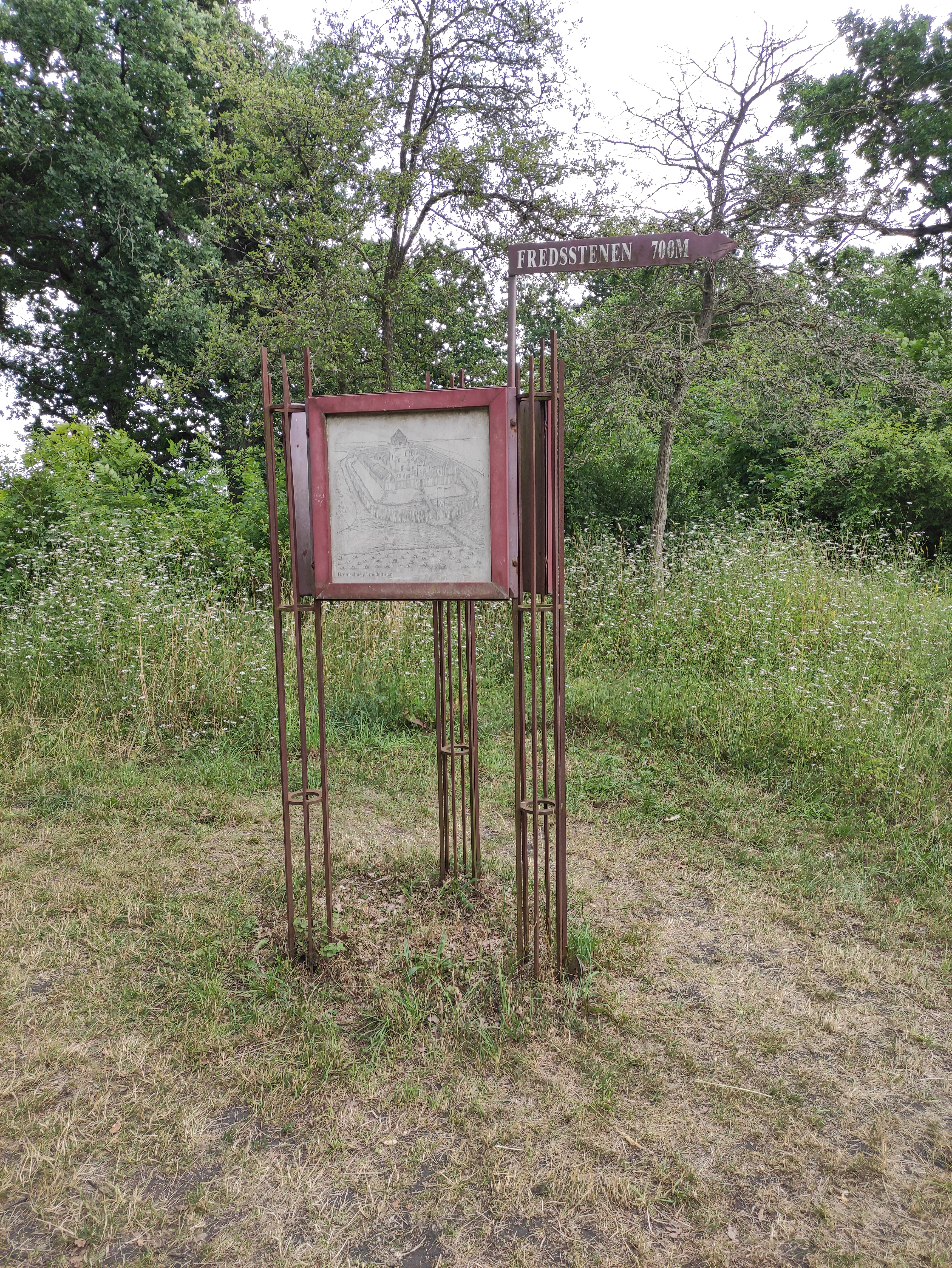
Informační panel na místě